# إستر باكستر
إستر باكستر (بالإنجليزية: Esther Baxter)‏ هي عارضة وممثلة أمريكية، ولدت في 24 سبتمبر 1984 في ميامي في الولايات المتحدة.

## وصلات خارجية
- إستر باكستر على موقع IMDb (الإنجليزية)